# Клемент, Дженнифер
Дженнифер Клемент (род. 1960, Гринуич, Коннектикут, США) — североамериканская писательница, общественный деятель, президент правозащитной организации писателей, журналистов и блогеров PEN International.

## Биография
В 1961 г. вместе со своей семьей переехала в Мехико, где посещала Академию Эдрона. Вернулась в Соединенные Штаты, окончила среднюю школу (Cranbrook Schools). Дальнейшее образование: Нью-Йоркский университет (1981), Университет Южного Мэна (2014). Изучала английскую литературу, французскую литературу (в Париже) и антропологию. Живет в Мехико.
Содиректор и основатель, вместе со своей сестрой Барбарой Сибли, Недели поэзии Сан-Мигеля. Была президентом PEN Mexico с 2009 по 2012 гг. Много говорила и писала о проблеме безопасности журналистов в Мексике и сыграла важную роль в изменении закона, которым убийство журналиста было объявлено федеральным преступлением.
В 2015 г. избрана президентом PEN International, став первой женщиной во главе этой организации.
Дети: сын и дочь, Ричард и Сильвия.

## Творчество
Прозаик, поэт. Автор романов «Любовь к оружию», «Молитвы об украденных» (о судьбе девочек в зоне всевластия наркодельцов в Мексике), «Истинная история, основанная на лжи» и «Яд, который завораживает». Написала популярную книгу «Вдова Баския» (2000), о художнике Джине Мишеле Баския и Нью-Йорке в начале 1980-х гг. Опубликовала несколько сборников стихотворений. Книги переведены на 30 языков.

## Награды
Стипендия по литературе Национального фонда искусств (NEA)-2012 г., за роман «Молитвы об украденных» и гуманитарная премия «Сара Карри» за эту книгу, премия Канонгейт (Великобритания). 2015 г.: премия ПЕН/Фолкнер. В 2016 г. удостоена стипендии Гуггенхайма. 2018 г.: Национальная книжная премия.

## Сочинения на русском языке
- Молитвы об украденных. — М.: Синдбад, 2018.